# Axel Brenner
Axel Brenner (geboren am 17. November 1889 in Linz, gestorben am 1. November 1944 ebenda) war ein österreichischer Arzt und Urologe.
Im nationalsozialistischen Deutschen Reich wurde er Leiter des Allgemeinen Krankenhauses in Linz. „1938 übernahm er im Amt für Volksgesundheit der NSDAP das Spitalsreferat und die Leitung der ärztlichen Pflichtfortbildung“.
Nach dem Anschluss Österreichs (13. März 1938) konnte das NS-Regime auch im Gau Oberdonau die Theorien der Rassenkundler und Rassenhygieniker in die Tat umsetzen. Grundlage dafür war das 1933 verabschiedete Gesetz zur Verhütung erbkranken Nachwuchses. Im Allgemeinen Krankenhaus Linz war Brenner einer unter fünf Ärzten, die „ermächtigt“ waren, Zwangssterilisationen durchzuführen.

## Biographie bis 1938
Axel Brenner besuchte das Stiftsgymnasium Kremsmünster und studierte Medizin in Wien. Er war seit 1908 Mitglied der schlagenden und deutschnationalen Wiener akademischen Burschenschaft Germania. Er promovierte am 24. Juli 1914. Er war Soldat im Ersten Weltkrieg an der russischen und italienischen Front, wo er das Goldene Verdienstkreuz erhielt. Am 25. Februar 1918 heiratete er Martha Biro (30. Dezember 1896 bis 11. Oktober 1974), Tochter eines Wiener Industriellen. Aus dieser Ehe stammen vier Kinder.
1918 bis 1921 war Brenner Assistenzarzt in Wien. 1921 kehrte er in seine Heimatstadt Linz zurück und eröffnete eine urologische Privatpraxis. Gleichzeitig war er ab dieser Zeit als Konsiliararzt am Allgemeinen Krankenhaus in Linz tätig. 1923 wurde er zum Leiter der neueingerichteten urologischen Ambulanz am Allgemeinen Krankenhaus Linz bestimmt. In diesem Amt folgte er seinem Vater, Regierungsrat Alexander Brenner (22. Februar 1859–27. Oktober 1936), der von 1888 bis 1928 das Allgemeine Krankenhaus in Linz geleitet hatte. Alexander Brenner, Chirurg und Billroth Schüler, ebenfalls deutschnationaler Burschenschafter, hat das Allgemeine Krankenhaus mit seiner chirurgischen und organisatorischen Brillanz zwar modernisiert, jedoch nicht ohne durch seine deutschnationale Überzeugung den Weg von einer helfenden Medizin zu einer der „Rassenhygiene“ dienenden NS-Gesundheitsmedizin in der „Ostmark“ vorbereitet zu haben.

## Im Nationalsozialismus
Nach dem „Anschluss Österreichs“ an das nationalsozialistische Deutsche Reich wurde Brenner, seit 1933 Primararzt, am 30. März 1938 als kommissarisch bestellter Leiter des Allgemeinen Krankenhauses Linz bestätigt. Am 1. Mai 1938 trat er der NSDAP bei (Mitgliedsnummer 6.374.617). „Direktor Primar Axel Brenner war zugleich als Spitalsreferent und Leiter der ärztlichen Pflichtfortbildung im Gauamt für Volksgesundheit ein politischer Spitzenfunktionär der NS-Medizin.“
In seinen verschiedenen parteipolitischen Funktionen setzte sich Brenner für die Verbreitung und Durchsetzung der NS-Ideologie ein. Damit kann auch davon ausgegangen werden, dass er die Praxis der NS-Erbgesundheitspolitik nicht nur mitgetragen, sondern aktiv unterstützt hat. Dazu gehörte die Durchführung von Zwangssterilisationen an sogenannten „Erbkranken“, wozu er seit 1940 berechtigt war. Am Allgemeinen Krankenhauses Linz wurden in der Folge 76 Männer und 56 Frauen von 1941 bis 1945 sterilisiert. Eine dieser Operationen wurde auch nachweislich von Brenner durchgeführt. Bezüglich der anderen Operationen bestehen keine Nachweise, da die Krankenakten des Allgemeinen Krankenhauses nicht erhalten sind und das Gauarchiv vernichtet wurde.
1940 wurde das Allgemeine Krankenhauses Linz um das benachbarte „Haus der Barmherzigkeit“ erweitert, nachdem der frühere Eigentümer, der St. Vinzenz Verein, enteignet worden war. „Die unheilbaren und vielfach auch behinderten Patienten wurden auf verschiedene Verwahrinstitutionen aufgeteilt, u. a. die Gau-Heil- und Pflegeanstalt Niedernhart und das ihr angeschlossene Gschwendt. Unheilbar krank zu sein kam im NS-Staat einem Todesurteil gleich.“ Die Räume des ehemaligen Hauses der Barmherzigkeit wurden zu Dienstzimmern für die „Gefolgschaft“, so die NS-Bezeichnung für die Belegschaft des Spitals, umgewidmet. Es ist kein Versuch bekannt, weder die ehemaligen Bewohner des Hauses der Barmherzigkeit noch die ehemaligen psychiatrischen Patienten des Allgemeinen Krankenhauses Linz vor dem Zugriff der Euthanasieärzte Rudolf Lonauer und dessen Stellvertreter Georg Renno – beide u. a. im Allgemeinen Krankenhaus Linz tätig, zu schützen.
Schwer erkrankt musste Brenner im August 1944 die Leitung des Akh Linz abgeben. Er starb am 1. November 1944 in Linz.

## Schriften
- mit Oswald Schwarz: Untersuchungen über die Physiologie und Pathologie der Blasenfunktion. VIII. Mitt. Die Dynamik der Blase. Zeitschr. f. urol. Chirurg. Bd. 8, H. 1/2, S. 32–62, 1921.
- Bericht des allgemeinen öffentlichen Krankenhauses der Stadt Linz über die Jahre 1936–1940. Archiv der Stadt Linz, Linz 1941.